# Aeropuerto de Soyo
El aeropuerto de Soyo (IATA: SZA, ICAO: FNSO) es un aeropuerto que sirve Soyo, una ciudad en provincia de Zaire en Angola.
La pista tiene una longitud total de 2.122 metros.
El aeropuerto cuenta con una baliza no direccional (Ident: SO) está localizada en su perímetro.

## Aerolíneas y destinos
| Aerolíneas           | Destinos        |
| -------------------- | --------------- |
| TAAG Angola Airlines | Cabinda, Luanda |